# هنری ماریون دوراند
هنری ماریون دوراند (انگلیسی: Henry Marion Durand; ۶ نوامبر ۱۸۱۲ – ۱ ژانویهٔ ۱۸۷۱) نظامی و سیاست‌مدار اهل بریتانیا بود.